# Цао Хуэйин
Цао Хуэйин (кит. 曹慧英, англ. Cao Huiying; род. 1954, Луаньнань, провинция Хэбэй, Китай) — китайская волейболистка, центральная блокирующая. Чемпионка мира 1982.

## Биография
С 1972 года на протяжении всей своей спортивной карьеры играла за армейскую команду «Байи».
С 1977 года выступала за сборную Китая. В её составе в 1978 стала серебряным призёром Азиатских игр, в 1979 — чемпионкой Азии, в 1981 — победителем розыгрыша Кубка мира, в 1982 — чемпионкой мира и Азиатских игр. Также принимала участие в Кубке мира 1977 и чемпионате мира 1978. После сезона 1982 года завершила игровую карьеру.
В 1983 году назначена заместителем директора ВК «Байи». В том же году вышла замуж, а в 1984 родила дочь. В 1985—1990 — заместитель генерального директора Китайской международной спортивной туристической компании. В 1997 уехала с семьёй в Канаду. Проживает в Ванкувере.

## Достижения
Отсутствуют данные о достижениях в чемпионатах Китая.

### Со сборной Китая
- чемпионка мира 1982.
- победитель розыгрыша Кубка мира 1981.
- чемпионка Азиатских игр 1982;
  - серебряный призёр Азиатских игр 1978.
- чемпионка Азии 1979.

## Индивидуальные
- 1977: лучшая блокирующая и член символической сборной Кубка мира.